# Violetta Oblinger Peters
Pour les articles homonymes, voir Violetta et Oblinger.
Violetta Oblinger Peters (14 octobre 1977 à Schwerte) est une kayakiste autrichienne pratiquant le slalom.

## Palmarès

### Jeux olympiques
- Jeux olympiques de 2008 à Pékin
  -  Médaille de bronze en K1

### Championnats du monde de canoë-kayak slalom
- 2010 à Tacen,  Slovénie
  -  Médaille de bronze en K1
- 2005 à Sydney,  Australie
  -  Médaille de bronze en K1 par équipe

### Championnats d'Europe de canoë-kayak slalom
- 2007 à Liptovský Mikuláš ,  Slovaquie
  -  Médaille d'or en K1